# Голек-при-Виниці
Голек-при-Виниці (словен. Golek pri Vinici) — поселення в общині Чрномель, Південно-Східна Словенія, Словенія. Висота над рівнем моря: 194,9 м.